# 임형석
임형석(林炯奭, 1968년 1월 29일 ~ )은 전 KBO 리그 OB 베어스와 롯데 자이언츠의 선수인데 90년대 초반 OB의 주전 3루수였으나  OB 베어스 선수단 집단 이탈 사건의 주동자로 낙인찍혔던 데다가 똑같은 사건의 주동자 안경현에게 밀려 1996년 시즌 뒤 방출된 후 롯데 유니폼을 입었지만 박현승 때문에 설 자리를 잃자 1997년 시즌 뒤 은퇴했다.

## 이야깃거리
1992년엔 26홈런을 기록하며 한동안 OB소속 선수 최다 홈런 기록으로 남아있었고, 또한, 사이클링 히트도 달성했다.

## 출신학교
- 서울고등학교
- 한양대학교